# Socialdemokratiet

Louis Pio, de eerste leider van Socialdemokraterne

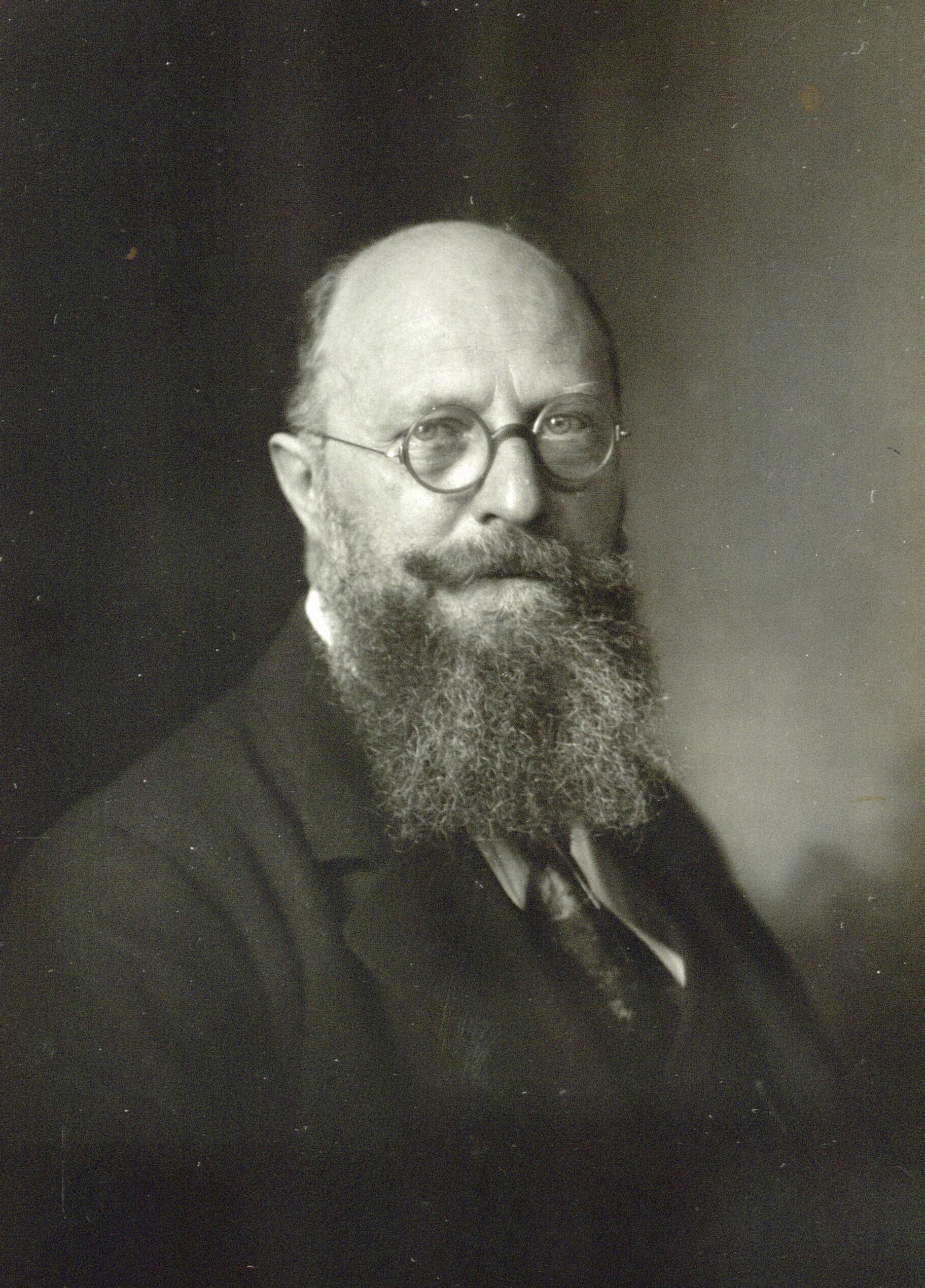
Thorvald Stauning: de eerste premier (1924-1926; 1929-
1942) uit sociaaldemocratische rangen.

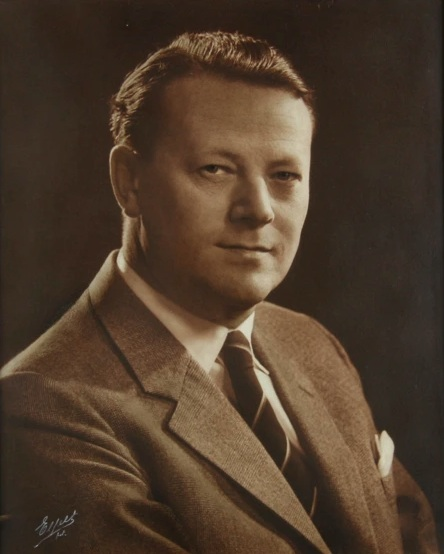
Jens Otto Krag, voormalig partijleider van de sociaal-
democraten (1962-1972) en premier van Denemarken (1962-1968; 1971-1972).

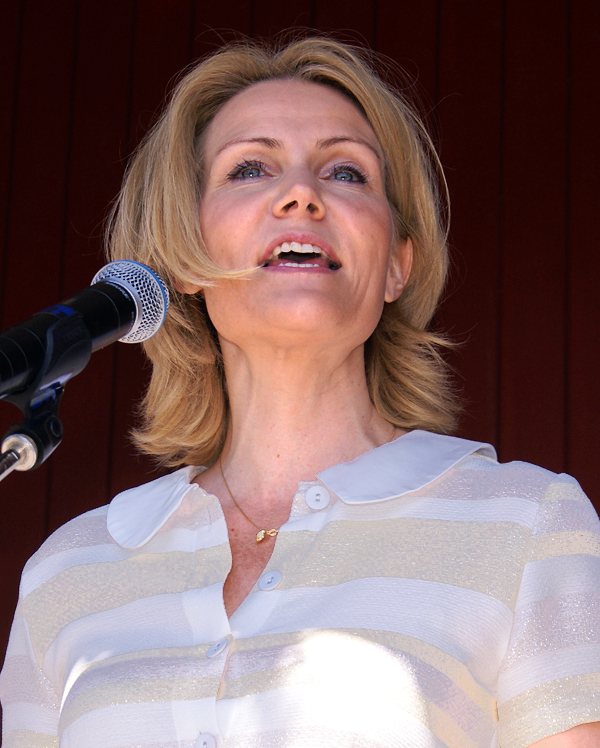
Voormalig partijleider Helle Thorning-Schmidt werd premier na de parlementsverkiezingen van 2011.

De Socialdemokratiet (Nederlands: Sociaaldemocratie) is een Deense politieke partij op sociaaldemocratische grondslag. De partij werd gesticht in 1871 en is een van de grootste van Denemarken. Door de jaren heen is het vaak een belangrijke regeringspartij, die gedurende veel periodes de premier van Denemarken heeft geleverd. Huidig partijleider en fractievoorzitter is sinds 2015 Mette Frederiksen, als opvolgster van Helle Thorning-Schmidt, die tien jaar lang partijleider was.
De Socialdemokratiet is in haar geschiedenis meestal goed geweest voor meer dan 30% en lange tijd ook voor meer dan 40% van de stemmen. Slechts in de beginjaren, bij enkele minder goede verkiezingen (zoals in 1973) en bij de meest recente verkiezingen halen de sociaaldemocraten het 30%-niveau niet. Bij de nationale verkiezingen in 2022 behaalde de partij 27,5% van de stemmen, en 50 (op 179) zetels in het parlement. De sociaaldemocraten zijn daarmee de grootste partij van Denemarken.
Door de jaren heen heeft de sociaaldemocratische partij van Denemarken al verschillende namen gekend. In de eerste jaren (1871-1878) staat ze bekend als Den Internationale Arbejderforening for Denemark (Internationale Arbeidersvereniging Denemarken), daarna tot 1965 als Socialdemokratisk Forbund (Sociaaldemocratische Federatie). Tussen 1965 en 2002 heette de partij Socialdemokratiet (i Denmark) (Sociaaldemocratie in Denemarken), en tussen 2002 en 2016 gebruikte men de naam Socialdemokratiete (Sociaaldemocraten).

## Geschiedenis

### De weg naar de macht (1871-1940)
De geschiedenis van de Sociaaldemocraten gaat terug tot het jaar 1871, wanneer Louis Pio, Harald Brix en Paul Geleff een Deense afdeling van de Internationale Arbeidersvereniging, de Eerste Internationale, opstarten. Denemarken heeft op dat moment te maken met een toenemende industrialisering, die het land enerzijds economisch vooruithelpt, maar anderzijds heel wat burgers in armoede achterlaat. Twee jaar na de oprichting van de partij, wordt de partij door het Deense Hooggerechtshof ontbonden. Aan de basis van die beslissing liggen de rellen en confrontatie met de politie bij de zogenaamde Slag van Fælleden (een park in Kopenhagen waar elk jaar de eerste mei wordt gevierd). Samen met de ontbinding van de partij verdwijnen Pio, Brix en Geleff achter de tralies.
Het einde van de partij betekent echter geenszins het einde van de arbeidersbeweging en in 1878 wordt een nieuwe sociaaldemocratische partij geboren. In 1884 worden de eerste sociaaldemocraten in het Lagerhuis van het Deense parlement, het Folketing, gekozen. Aanvankelijk moet de Deense sociaaldemocratische partij als een marxistisch geïnspireerde partij worden beschouwd. Vanaf het einde van de jaren 1880 schuift men evenwel op in de richting van het reformisme. Het socialisme zal er komen via hervormingen en democratie en niet via een revolutionaire actie. De sociaaldemocraten sluiten zich aan bij de Tweede Internationale.
Onder de voortschrijdende industrialisering van Denemarken, breidt de sociaaldemocratische partij haar aanhang snel uit. In 1913 kent de partij al 50 000 leden, vijf maal zoveel als in 1888. In datzelfde jaar wordt de partij ook de grootste in Denemarken met 29,3% van de stemmen. Ondanks hun sterkte wensen de sociaaldemocraten niet te regeren: ze hebben besloten enkel te regeren wanneer ze over een absolute meerderheid kunnen beschikken. Zo komt in de jaren 1910 een regering bestaande uit leden van Det Radikale Venstre (een linkse afsplitsing van Venstre) aan de macht, die gesteund wordt door de sociaaldemocraten. Pas in 1924 vormen de sociaaldemocraten voor het eerst een regering onder leiding van Thorvald Stauning. In de periode 1929-1941 maakt de toenmalige Socialdemokratisk Forbund voor twaalf jaar de regering uit samen met de links-liberalen van Det Radikale Venstre. In 1935 verwerven de sociaaldemocraten hun grootste aanhang ooit (46,1%) met de slogan “Stauning eller kaos” (“Stauning of chaos”).

### Drijfveer achter de welvaartsstaat (1940-1982)
Na de Tweede Wereldoorlog handhaven de Deense sociaaldemocraten hun regeringsverantwoordelijkheid tot 1982, enkele kortere, zogenaamde ‘burgerlijke’, regeringen zonder de sociaaldemocraten niet te na gesproken (bijvoorbeeld de regering van Hilmar Baunsgaard (Rad.) eind de jaren 1960, begin de jaren 1970). In deze periode wordt werk gemaakt van de opbouw van de Deense welvaartsstaat. De invloed van de sociaaldemocraten op het sociale en arbeidsmarktbeleid, onderwijs en gezondheidszorg is erg groot.
In de periode van 1945 tot 1971 haalt de partij gemiddeld 39% van de stemmen. In 1973 bereiken de sociaaldemocraten met 26% een historisch dieptepunt. In de daaropvolgende decennia, tussen 1973 en 1998, haalt de partij gemiddeld 33% van de stemmen, met een maximum van 37% in 1990.
In sommige periodes regeren de sociaaldemocraten alleen, in andere regeringen wordt samengewerkt met Det Radikale Venstre, de Dansk Retsforbund (een georgistische partij) of (meer zelden) met het liberale Venstre. Hans Hedtoft (1947-1950 en 1953-1955), Hans Christian Hansen (1955-1960), Viggo Kampmann (1960-1962), Jens Otto Krag (1962-1968 en 1971-1972) en Anker Jørgensen (1972-1973 en 1975-1983) zijn tussen 1945 en 1982 premier voor de sociaaldemocraten.

### Een periode van crisis (1982-2011)
De oppositiekuur voor de sociaaldemocraten, die aanvangt met de vorming van de centrumrechtse regering van Poul Schlüter in 1982, vormt een breuk in de partijgeschiedenis. Gedurende meer dan tien jaar (1982-1993) worden de sociaaldemocraten buiten de regering gehouden. Daarbovenop komt nog interne strijd om het partijleiderschap. In 1987 wordt Svend Auken tot voorman gekozen, maar vijf jaar later neemt Poul Nyrup Rasmussen zijn positie in. Een splitsing tussen twee vleugels, Auken en Nyrup, voltrekt zich. Kern van het debat tussen traditie en vernieuwing is de economische positie die de sociaaldemocraten moeten innemen.
Ondanks de interne onenigheid slaagt Socialdemokratiet er in 1993 in opnieuw aan de macht te komen. Poul Nyrup Rasmussen moet voor zijn regering steun zoeken bij de Kristeligt Folkeparti (1993-1994), de Centrum-Demokraterne (1993-1996) en Det Radikale Venstre (1993-2001). De regeringsdeelname stelt evenwel geen einde aan de discussies binnen de partij. In 2001 lijden de sociaaldemocraten een belangrijke nederlaag: S gaat van 35,9 naar 29,1% van de stemmen en verliest elf parlementszetels. Voor het standpunt van de sociaaldemocraten over immigratie speelt hierin mee; veel kiezers wenden zich tot de populistische Dansk Folkeparti (DF). Ten gevolge van de sociaaldemocratische nederlaag vormen het liberale Venstre en de Konservative een regering onder Venstre-voorman Anders Fogh Rasmussen. Die regering moet rekenen op de gedoogsteun van de DF.
De nederlaag voert de sociaaldemocraten, net als tijdens de oppositiejaren 1980, naar een diepe crisis. Poul Nyrup Rasmussen zet in 2002 een stap terug en wordt opgevolgd door Mogens Lykketoft. Die laatste slaagt er niet in om een nieuwe nederlaag in 2005 te verijdelen. Daarop volgt voor het eerst een rechtstreekse verkiezing van de partijleider. De campagne gaat tussen Helle Thorning-Schmidt, die tot de Nyrupvleugel wordt gerekend, en Frank Jensen van de Auken-vleugel. Met de verkiezing van Thorning-Schmidt, de eerste vrouwelijke leider in de partijgeschiedenis, zwakt de interne strijd wat af. Ook Schmidt slaagt er niet in het tij te keren: in 2007 verliezen de sociaaldemocraten de derde stembusgang op rij. Niettemin blijft Helle Thorning-Schmidt de onbetwiste partijleidster.

### Vrouwelijke premiers (2011-heden)
Bij de parlementsverkiezingen van 2011 verliezen de sociaaldemocraten wederom, hetzij licht: 0,7% en 1 zetel. Dankzij de winst van twee andere partijen uit het rode blok, Det Radikale Venstre en de Enhedslisten, beschikt dat blok alsnog over een parlementaire meerderheid. Enkele dagen na de verkiezingen beginnen onder leiding van Thorning-Schmidt regeringsonderhandelingen met de Radikale en de Sosialistisk Folkeparti. Op 3 oktober 2011 wordt Thorning-Schmidt aangesteld als de eerste vrouwelijke premier van Denemarken.
Bij de parlementsverkiezingen van 2015 weet premier Thorning-Schmidt haar partij voor het eerst in 14 jaar weer de grootste van Denemarken te maken. De partij gaat er 3 zetels op vooruit. Thorning-Schmidt kan echter niet voorkomen dat het rechts-liberale "blauwe" blok in het parlement een nipte meerderheid bemachtigt. Direct na de uitslagen kondigt Thorning-Schmidt haar ontslag als premier aan. Ook laat ze weten op te stappen als partijleider. Op 28 juni 2015 wordt zij als partijleider opgevolgd door Mette Frederiksen, die een strengere koers vaart op het onderwerp immigratie en zo probeert de rechtse partijen de wind uit de zeilen te nemen. Na het winnen van de parlementsverkiezingen van 2019 vormt Frederiksen een regering en wordt zij met een leeftijd van 41 jaar de jongste premier in de Deense geschiedenis. Ze kent een moeilijke eerste regeerperiode, maar leidt haar partij bij vervroegde verkiezingen in 2022 naar 27,5% en 50 zetels, het beste sociaaldemocratische resultaat in twintig jaar. In plaats van door te regeren met een linkse coalitie kiest ze ervoor een brede coalitie te vormen met de liberale partijen Venstre en Moderaterne (het kabinet-Frederiksen II).

## Organisatie
Aanvankelijk is de band tussen de arbeidersbeweging en de partij vrij nauw. Hoewel het al in 1878 tot een splitsing tussen partij een beweging is gekomen, blijft de invloed van de vakbeweging in de partijorganen groot en verzekerd. De sociaaldemocraten bouwen gedurende hun geschiedenis een reeks nevenorganisaties uit, waardoor de partij meespeelt in heel wat aspecten van het dagelijkse leven. Sinds 1960 is de klassensamenleving echter steeds meer achterhaald. In 1996 wordt een einde gesteld aan de formele band tussen de sociaaldemocratische partij en de organisaties, met als belangrijkste de vakbeweging Landsorganisationen i Danmark (LO).
De sociaaldemocraten groeien na hun stichting in 1871 stilaan uit tot een massapartij, wat ook blijkt uit de ledenaantallen: 10 000 in de jaren 1870, 50 000 in 1913 en een ongezien maximum van 300 000 leden bij het aanbreken van de jaren 1970. In de voorbije decennia heeft het lidmaatschap van de partij een sterke terugval gekend. Vandaag telt de partij 48 000 leden.
Naast de overkoepelende nationale partijorganen kan de Socialdemokratiet terugvallen op heel zo’n 300 lokale, 98 gemeentelijke en 5 regionale afdelingen.

## Partijleiders
- 1871 - 1872: Louis Pio
- 1872 - 1873: Carl Würtz
- 1874 - 1875: Ernst Wilhelm Klein
- 1875 - februari 1877: Louis Pio
- 1877 februari - juli 1878: Chresten Hørdum
- 1878 februari - juli : A.C. Meyer
- 1878 - 1879: Saxo W. Wiegell
- 1880 - 1882: Chresten Hørdum
- 1882 - 1910: Peter Christian Knudsen
- 1910 - 1939: Thorvald Stauning
- 1939 - 1955: Hans Hedtoft (Alsing Andersen als de facto leider in 1941-1945)
- 1955 - 1960: Hans Christian Hansen
- 1960 - 1962: Viggo Kampmann
- 1962 - 1972: Jens Otto Krag (Erling Dinesen is de facto leider van oktober 1972 tot september 1973)
- 1973 - 1987: Anker Jørgensen
- 1987 - 1992: Svend Auken
- 1992 - 2002: Poul Nyrup Rasmussen
- 2002 - 2005: Mogens Lykketoft
- 2005 - 2015: Helle Thorning-Schmidt
- 2015 - heden: Mette Frederiksen